# Record dei campionati sudamericani di atletica leggera
I record dei campionati sudamericani di atletica leggera rappresentano le migliori prestazioni di atletica leggera stabiliti nell'ambito dei campionati sudamericani di atletica leggera.

## Maschili
| Specialità             | Prestazione | Atleta                                                                       | Nazionalità | Data            | Manifestazione                                   | Luogo                   | Ref         |
| ---------------------- | --- | ---------------------------------------------------------------------------- | ----------- | --------------- | ------------------------------------------------ | ----------------------- | ----------- |
| 100 m                  | 10.06 A (+0.9 m/s) | André Domingos da Silva                                                      | Brasile     | Giugno 1999     | Campionati sudamericani di atletica leggera 1999 | Bogotà, Colombia        | [ 1 ] [ 2 ] |
| 200 m                  | 20.44 A | Robson Caetano da Silva                                                      | Brasile     | Agosto 1989     | Campionati sudamericani di atletica leggera 1989 | Medellín, Colombia      | [ 1 ] [ 2 ] |
| 200 m                  | 20.44 (+1.8 m/s) | Álex Quiñónez                                                                | Ecuador     | 6 Luglio 2013   | Campionati sudamericani di atletica leggera 2013 | Cartagena, Colombia     | [ 3 ]       |
| 400 m                  | 45.11 | Sanderlei Claro Parrela                                                      | Brasile     | Maggio 2001     | Campionati sudamericani di atletica leggera 2001 | Manaus, Brasile         | [ 1 ] [ 2 ] |
| 800 m                  | 1:46.16 | José Luíz Barbosa                                                            | Brasile     | Maggio 1995     | Campionati sudamericani di atletica leggera 1995 | Manaus, Brasile         | [ 1 ] [ 2 ] |
| 1500 m                 | 3:36.47 | Hudson Santos de Souza                                                       | Brasile     | Maggio 2001     | Campionati sudamericani di atletica leggera 2001 | Manaus, Brasile         | [ 1 ] [ 2 ] |
| 5000 m                 | 13:51.19 | Javier Guarín                                                                | Colombia    | Giugno 2007     | Campionati sudamericani di atletica leggera 2007 | San Paolo, Brasile      |             |
| 10000 m                | 28:30.80 | Byron Piedra                                                                 | Ecuador     | 14 Giugno 2015  | Campionati sudamericani di atletica leggera 2015 | Lima, Perù              | [ 4 ]       |
| 110 m ostacoli         | 13.45 (1.5 m/s) | Redelén dos Santos                                                           | Brasile     | 21 Giugno 2003  | Campionati sudamericani di atletica leggera 2003 | Barquisimeto, Venezuela | [ 5 ]       |
| 400 m ostacoli         | 48.63 | Eronilde Nunes de Araújo                                                     | Brasile     | Maggio 1995     | Campionati sudamericani di atletica leggera 1995 | Manaus, Brasile         | [ 1 ] [ 2 ] |
| 3000 m siepi           | 8:29.53 | Gerard Giraldo                                                               | Colombia    | 14 Giugno 2015  | Campionati sudamericani di atletica leggera 2015 | Lima, Perù              | [ 4 ]       |
| Salto in alto          | 2.31 m NR | Eure Yáñez                                                                   | Venezuela   | 23 Giugno 2017  | Campionati sudamericani di atletica leggera 2017 | Luque, Paraguay         | [ 6 ]       |
| Salto con l'asta       | 5.83 m AR | Thiago Braz da Silva                                                         | Brasile     | 5 Luglio 2013   | Campionati sudamericani di atletica leggera 2013 | Cartagena, Colombia     | [ 7 ]       |
| Salto in lungo         | 8.24 m (+1.8 m/s) | Mauro Vinícius da Silva                                                      | Brasile     | 5 Luglio 2013   | Campionati sudamericani di atletica leggera 2013 | Cartagena, Colombia     | [ 7 ]       |
| Salto triplo           | 17.21 m | Anísio Souza Silva                                                           | Brasile     | Luglio 1993     | Campionati sudamericani di atletica leggera 1993 | Lima, Perù              | [ 1 ] [ 2 ] |
| Lancio del peso        | 21.02 m | Darlan Romani                                                                | Brasile     | 24 Giugno 2017  | Campionati sudamericani di atletica leggera 2017 | Luque, Paraguay         | [ 8 ]       |
| Lancio del disco       | 63.82 m | Mauricio Ortega                                                              | Colombia    | 23 Giugno 2017  | Campionati sudamericani di atletica leggera 2017 | Luque, Paraguay         | [ 9 ]       |
| Lancio del martello    | 73.95 m | Juan Ignacio Cerra                                                           | Argentina   | Maggio 2001     | Campionati sudamericani di atletica leggera 2001 | Manaus, Brasile         | [ 1 ] [ 2 ] |
| Lancio del giavellotto | 81.22 m NR | Júlio César de Oliveira                                                      | Brasile     | 12 Giugno 2015  | Campionati sudamericani di atletica leggera 2015 | Lima, Perù              | [ 10 ]      |
| Decathlon              | 7944 pts | Luiz Alberto de Araújo                                                       | Brasile     | 2–3 Giugno 2011 | Campionati sudamericani di atletica leggera 2011 | Buenos Aires, Argentina | [ 11 ]      |
| Decathlon              | 10.84 (+0.1 m/s) (100 m), 7.15 (+0.2 m/s) (Salto in lungo), 14.14 m (Lancio del peso), 1.97 m (Salto in alto), 49.08 (400 m) / 14.52 (-1.8 m/s) (110 m ostacoli), 45.97 m (disco), 4.60 m (Salto con l'asta), 52.85 m (giavellotto), 4:35.31 (1500 m) |                                                                              |             |                 |                                                  |                         |             |
| Marcia 20 km (track)   | 1:20:23.8 (ht) AR | Andrés Chocho                                                                | Ecuador     | 5 Giugno 2011   | Campionati sudamericani di atletica leggera 2011 | Buenos Aires, Argentina | [ 12 ]      |
| Staffetta 4x100 m      | 38.46A | Raphael de Oliveira Claudinei da Silva Édson Ribeiro André Domingos da Silva | Brasile     | Giugno 1999     | Campionati sudamericani di atletica leggera 1999 | Bogotà, Colombia        | [ 1 ] [ 2 ] |
| Staffetta 4x400 m      | 3:02.09A | Eronilde Nunes de Araújo Anderson Dos Santos Inácio Leão Cleverson da Silva  | Brasile     | Giugno 1999     | Campionati sudamericani di atletica leggera 1999 | Bogotà, Colombia        | [ 1 ] [ 2 ] |

| Key:                            | Key:                                     | Key:                               | Key:                                    |
| ------------------------------- | ---------------------------------------- | ---------------------------------- | --------------------------------------- |
| Template:Note labelWorld record | Template:Note labelSouth American record | Template:Note labelNational record | Template:Note labelaffected by altitude |

## Femminili
| Specialità             | Prestazione | Atleta                                                                      | Nazionalità | Data              | Manifestazione                                   | Luogo                   | Ref          |
| ---------------------- | --- | --------------------------------------------------------------------------- | ----------- | ----------------- | ------------------------------------------------ | ----------------------- | ------------ |
| 100 m                  | 11.17A (0.3 m/s) | Lucimar Aparecida de Moura                                                  | Brasile     | Giugno 1999       | Campionati sudamericani di atletica leggera 1999 | Bogotà, Colombia        | [ 1 ] [ 13 ] |
| 200 m                  | 22.60A (1.6 m/s) | Lucimar Aparecida de Moura                                                  | Brasile     | Giugno 1999       | Campionati sudamericani di atletica leggera 1999 | Bogotà, Colombia        | [ 1 ] [ 13 ] |
| 400 m                  | 51.56 | Maria Magnólia Figueirêdo                                                   | Brasile     | 1991              | Campionati sudamericani di atletica leggera 1991 | Manaus, Brasile         | [ 1 ] [ 13 ] |
| 800 m                  | 2:00.04 | Luciana de Paula Mendes                                                     | Brasile     | Maggio 2001       | Campionati sudamericani di atletica leggera 2001 | Manaus, Brasile         | [ 1 ] [ 13 ] |
| 1500 m                 | 4:10.14 | Muriel Coneo                                                                | Colombia    | 12 Giugno 2015    | Campionati sudamericani di atletica leggera 2015 | Lima, Perù              | [ 4 ]        |
| 5000 m                 | 15:39.67 | Fabiana Cristine da Silva                                                   | Brasile     | 2 Giugno 2011     | Campionati sudamericani di atletica leggera 2011 | Buenos Aires, Argentina | [ 14 ]       |
| 10,000 m               | 31:59.11 | Simone da Silva                                                             | Brasile     | 5 Giugno 2011     | Campionati sudamericani di atletica leggera 2011 | Buenos Aires, Argentina | [ 12 ]       |
| 100 m ostacoli         | 12.71 AR | Maurren Higa Maggi                                                          | Brasile     | Maggio 2001       | Campionati sudamericani di atletica leggera 2001 | Manaus, Brasile         | [ 1 ] [ 13 ] |
| 400 m ostacoli         | 56.04 | Gianna Woodruff                                                             | Panama      | 24 Giugno 2017    | Campionati sudamericani di atletica leggera 2017 | Luque, Paraguay         | [ 15 ]       |
| 3000 m siepi           | 9:51.40 | Belén Casetta                                                               | Argentina   | 24 Giugno 2017    | Campionati sudamericani di atletica leggera 2017 | Luque, Paraguay         | [ 16 ]       |
| Salto in alto          | 1.93 m | Caterine Ibargüen                                                           | Colombia    | 22 Luglio 2005    | Campionati sudamericani di atletica leggera 2005 | Cali, Colombia          | [ 17 ]       |
| Salto con l'asta       | 4.70 m | Fabiana Murer                                                               | Brasile     | 2 Giugno 2011     | Campionati sudamericani di atletica leggera 2011 | Buenos Aires, Argentina | [ 14 ]       |
| Salto in lungo         | 7.26 m A (1.8 m/s) | Maurren Higa Maggi                                                          | Brasile     | Giugno 1999       | Campionati sudamericani di atletica leggera 1999 | Bogotà, Colombia        | [ 1 ] [ 13 ] |
| Salto triplo           | 14.57 m AR | Keila Costa                                                                 | Brasile     | Giugno 2007       | Campionati sudamericani di atletica leggera 2007 | San Paolo, Brasile      |              |
| Lancio del peso        | 19.02 m A | Elisângela Maria Adriano                                                    | Brasile     | Giugno 1999       | Campionati sudamericani di atletica leggera 1999 | Bogotà, Colombia        | [ 1 ] [ 13 ] |
| Lancio del disco       | 64.68 m AR | Andressa de Morais                                                          | Brasile     | 23 Giugno 2017    | Campionati sudamericani di atletica leggera 2017 | Luque, Paraguay         | [ 18 ]       |
| Lancio del martello    | 72.70 m | Jennifer Dahlgren                                                           | Argentina   | 2 Giugno 2011     | Campionati sudamericani di atletica leggera 2011 | Buenos Aires, Argentina | [ 14 ]       |
| Lancio del giavellotto | 61.91 m | Flor Ruiz                                                                   | Colombia    | 23 Giugno 2017    | Campionati sudamericani di atletica leggera 2017 | Luque, Paraguay         | [ 15 ]       |
| Heptathlon             | 5902 pts NR | Evelys Aguilar                                                              | Colombia    | 13–14 Giugno 2015 | Campionati sudamericani di atletica leggera 2015 | Lima, Perù              | [ 4 ]        |
| Heptathlon             | 14.55 (-1.3 m/s) (100 m ostacoli), 1.64 m (Salto in alto), 12.65 m (Lancio del peso), 24.13 (0.0 m/s) (200 m) / 6.21 m (0.0 m/s) (Salto in lungo), 40.63 m (giavellotto), 2:10.94 (800 m) |                                                                             |             |                   |                                                  |                         |              |
| 20000 m marcia (track) | 1:31:02.25 AR | Sandra Arenas                                                               | Colombia    | 13 Giugno 2015    | Campionati sudamericani di atletica leggera 2015 | Lima, Perù              | [ 19 ]       |
| Staffetta 4×100 m      | 43.12 | Franciela Krasucki Ana Cláudia Lemos Vitória Cristina Rosa Rosângela Santos | Brasile     | 24 Giugno 2017    | Campionati sudamericani di atletica leggera 2017 | Luque, Paraguay         | [ 15 ]       |
| Staffetta 4×400 m      | 3:28.64 AR | Maria Laura Almirão Josiane Tito Lucimar Teodoro Geisa Coutinho             | Brasile     | 22 Giugno 2003    | Campionati sudamericani di atletica leggera 2003 | Barquisimeto, Venezuela | [ 20 ]       |

| Key:                            | Key:                                     | Key:                               | Key:                                    |
| ------------------------------- | ---------------------------------------- | ---------------------------------- | --------------------------------------- |
| Template:Note labelWorld record | Template:Note labelSouth American record | Template:Note labelNational record | Template:Note labelaffected by altitude |

## Prestazioni in specialità non più effettuate

### Maschili
| Specialità              | Prestazione | Atleta            | Nazionalità | Data | Manifestazione                                   | Luogo                   | Ref |
| ----------------------- | ----------- | ----------------- | ----------- | ---- | ------------------------------------------------ | ----------------------- | --- |
| 3000 m                  | 8:32.4      | Raúl Inostroza    | Cile        | 1943 | Campionati sudamericani di atletica leggera 1943 | Santiago del Cile, Cile |     |
| Mezza maratona          | 1:08.54     | Osvaldo Suárez    | Argentina   | 1956 | Campionati sudamericani di atletica leggera 1956 | Buenos Aires, Argentina |     |
| Maratona                | 2:12.09     | Héctor Rodríguez  | Colombia    | 1975 | Campionati sudamericani di atletica leggera 1975 | Rio de Janeiro, Brasile |     |
| 200 m ostacoli          | 26.2        | Harold Rosenqvist | Cile        | 1920 | Campionati sudamericani di atletica leggera 1920 | Santiago del Cile, Cile |     |
| Salto in alto da fermo  | 1.44 m      | Juan Moliné       | Argentina   | 1920 | Campionati sudamericani di atletica leggera 1920 | Santiago del Cile, Cile |     |
| Salto in lungo da fermo | 3.07 m      | Hugo Krumm        | Cile        | 1919 | Campionati sudamericani di atletica leggera 1919 | Montevideo, Uruguay     |     |
| 20 km marcia (road)     | 1:24:12     | Héctor Moreno     | Colombia    | 1983 | Campionati sudamericani di atletica leggera 1983 | Santa Fe, Argentina     |     |

### Femminili
| Specialità             | Prestazione | Atleta             | Nazionalità | Data | Manifestazione                                   | Luogo                    | Ref |
| ---------------------- | ----------- | ------------------ | ----------- | ---- | ------------------------------------------------ | ------------------------ | --- |
| 3000 m                 | 9:17.50     | Carmem de Oliveira | Brasile     | 1991 | Campionati sudamericani di atletica leggera 1991 | Manaus, Brasile          |     |
| 80 metri ostacoli      | 11.0 A      | Carlota Ulloa      | Cile        | 1969 | Campionati sudamericani di atletica leggera 1969 | Quito, Ecuador           |     |
| Pentathlon             | 4422 pts    | Aída dos Santos    | Brasile     | 1969 | Campionati sudamericani di atletica leggera 1969 | Quito, Ecuador           |     |
| 10000 m marcia (track) | 46:01.06    | Miriam Ramón       | Ecuador     | 1997 | Campionati sudamericani di atletica leggera 1997 | Mar del Plata, Argentina |     |

ht = hand timing

A = affected by altitude